# Синтаксис
Си́нтаксис (дав.-гр. σύνταξις — «побудова, порядок, складання», від σύν — «з, разом» і ταξις — «впорядкування») — розділ граматики, що вивчає граматичну будову словосполучень та речень у мові.
Синтаксис розмежовують на:
- синтаксис словосполучень, який установлює синтаксичні властивості окремих слів як частин мови, тобто правила їхньої сполучуваності з іншими словами;
- синтаксис речень, спрямований на дослідження типів, ознак речень, зв'язків слів і сполук у складі речень і висловлювань.

## Одиниці синтаксису
- Речення
- Висловлювання

## Напрями сучасних синтаксичних досліджень
Структурно-статичний — розглядає синтаксичну будову словосполучень і речень, їх типи і ознаки, структурні схеми, не пов'язані з контекстом і ситуацією мовлення.
Семантичний — вивчає семантичну природу предикативності речень, їхні синонімічні перетворення, пропозиційну відповідність, позиційні схеми, їхнє варіювання в мовленні й парадигматику, типи функцій синтаксем (мінімальний носій елементарного змісту, конструктивний компонент речення) як складників речення, імпліцитність і компресію предикативних одиниць.
Генеративний — дослідником був Ноам Чомскі, цей напрям оперує універсальними глибинними й поверхневими синтаксичними структурами, встановлює універсальні правила синтаксичних трансформацій й обмеження на них, виявляє вроджені принципи й параметри, що коригуються процесом мовної соціалізації.
Комунікативний — спрямований на динамічний бік мовленнєвих одиниць — висловлень, на особливості їхнього актуального членування (Актуальне членування речення) в конкретних комунікативних ситуаціях, на встановлення мовленнєвих варіантів речень, комунікативної парадигматики, особливостей модальності і перформативності, ролі порядку слів й інтонації у формуванні змісту висловлень тощо.
Стилістика тексту — дослідження правил адаптації та зв'язності речень у контексті і ситуації мовлення, референційної природи висловлень у конкретних текстових масивах, ролі синтаксичних одиниць у формуванні концепту тексту, його тематичних ліній, образності, експресивності тощо.
Когнітивний — аналіз проєкції синтаксичних конструкцій на структури знань людини.
Комп'ютерний — моделювання синтаксичних структур, яке ґрунтується на доробку семантичного й генеративного синтаксису.
Логічний — розгляд синтаксису як учення про способи вираження думки й розроблявся філософськими граматиками під кутом зору раціоналізму й універсалізму (речення дорівнювало судженню, умовиводу, члени речення розглядалися як виразники логічних складників).
Психологічний — дослідники: Г. Пауль, Г. Штейнталь, О. Потебня, В. Вундт; за своєю сутністю близький до логічного, однак зміст речень мав комунікативно-психологічну інтерпретацію.